# ثلاجة
الثلاَّجة (الجمع: ثَلََاجات) أو البرَّاد (الجمع: بَرَّادات) هي آلة كهربائية، اخترعها الفرنسي فرديناند كاريه عام 1859. تستغل الطاقة الكهربائية لعمل شغل لإنتاج تبريد.

دورة التبريد في الثلاجة. إلى اليسار: داخل الثلاجة (مبخر، وصمام خلخلة)، وإلى اليمين: خارج الثلاجة (ضاغط، ومكثف) ويفصل عازل حراري بين الداخل والخارج.

## قوانين التبريد

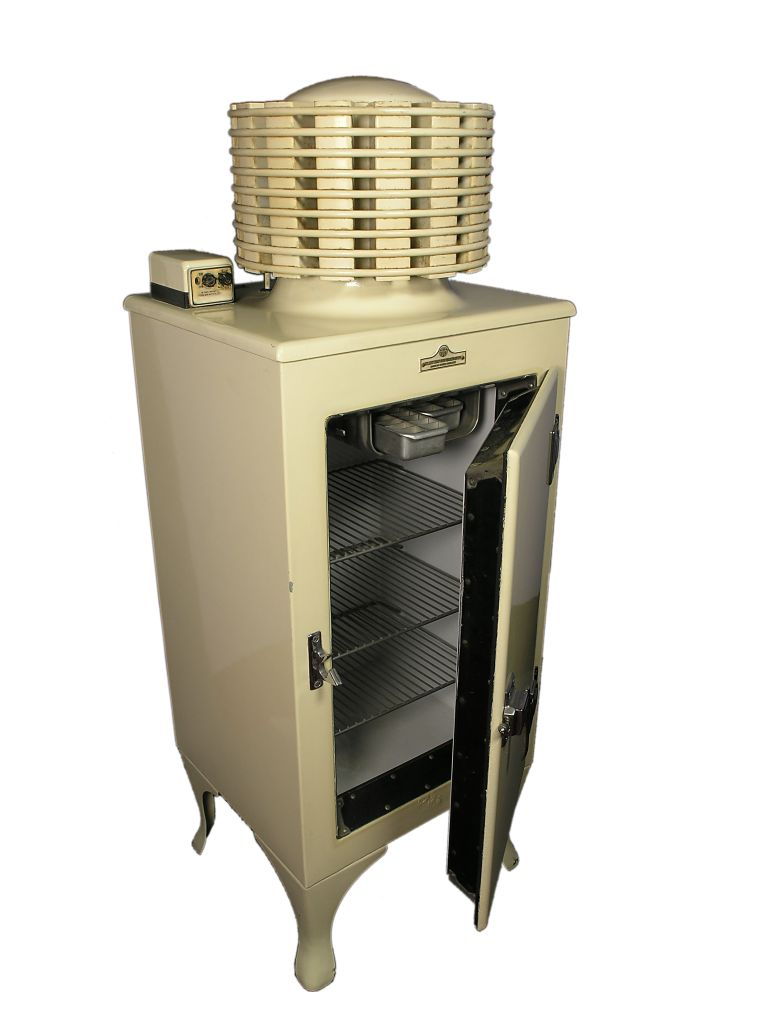
من أول الثلَّاجات الكهربائية مع مبادل حراري أسطواني في أعلاها. الآن موجودة ضمن مجموعة متحف برمنغهام للعلوم.

من أساسيات دورة التبريد انها تعتمد على نظم وقوانين فيزيائية وجميع أنظمة التبريد تعتمد على ستة قوانين أساسية وهي:
- الموائع تمتص الحرارة عندما تتحول من الحالة السائلة إلى الحالة الغازية، وتسمى تلك الحرارة حرارة تبخر. لا بد من أن يمتص سائل حرارة تبخره (صفة خاصة لكل سائل) ليتحول إلى بخار. وإذا فقد البخار حرارة تبخره فإنه يتكثف إلى سائل ثانيا.[2]
- يغير المائع حالته عند درجة حرارة وضغط ثابتين (مثل الماء يتبخر عند 100 درجة مئوية تحت الضغط العادي).
- تنتقل الحرارة فقط من الجسم الذي درجة حرارته أعلى إلى الجسم الذي درجة حرارته أقلّ (أي من الجسم الساخن إلى الجسم البارد)، وهذا ما يعبر عنه القانون الأول للديناميكا الحرارية.
- لا تنتقل حرارة من جسم بارد إلى جسم ساخن، ولكي تتم عملية تبريد لا بد من بذل شغل من خارج النظام، طبقا ل القانون الثاني للديناميكا الحرارية. هذا الشغل يؤديه بالمصدر الكهربائي في الثلاجة.
- الأجزاء المعدنية للمبخر والمكثف في الثلاجة يجب أن تكون جيدة التوصيل للحرارة ويجب اختيار المعدن الذي لا يتفاعل مع وسيط التبريد؛ (يعتبر النحاس الأصفر والنحاس الأحمر والألومنيوم أكثر المعادن شيوعًا لهذا الاستعمال).
- الطاقة الحرارية وأشكال الطاقة الأخرى قابلة للتحول من صورة إلى أخرى. فعلى سبيل المثال، يمكن تحول الطاقة الكهربائية إلى طاقة حرارية، كما في الفرن المنزلي. وبالعكس يمكن تحول الطاقة الحرارية إلى طاقة كهربائية، كما يحدث في محطات توليد الكهرباء التي تعمل بالغاز الطبيعي أو البترول أو الفحم الحجري، وكذلك تحول الطاقة الحرارية إلى طاقة ميكانيكية كما في محرك الاحتراق الداخلي وهكذا..

## دائرة التبريد الأساسية

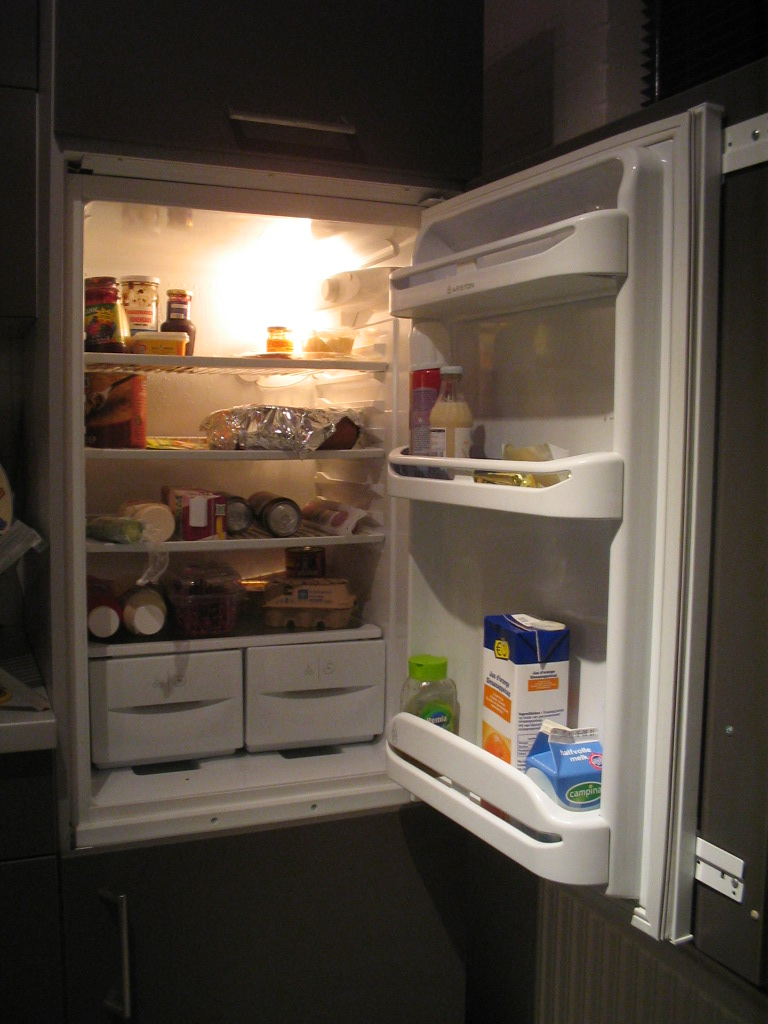
الثلاجة من الداخل.

ذكرنا أن أي سائل يتبخر ويتكثف وهو التغير ما بين الحالة السائلة والحالة الغازية، فعند التبخر يجب أن يحصل السائل على الحرارة الكامنة الكافية للتبخر ويحدث ذلك على ناحية الحيز المراد تبريده. بينما عند التكثيف يتم طرد الحرارة الكامنة في بخار السائل الوسيط إلى الخارج.
وتتكون أيّ دائرة تبريد ميكانيكية من أربعة أجزاء رئيسية هي:
- الضاغط
- المكثف
- صمام التحكم (التمدد)
- المبخر

## دورة التبريد
يتكون نظام التبريد أساسًا من جانبين: جانب الضغط العالي وهو يكون على ناحية الخارج، وجانب الضغط المنخفض وهو يكون داخل حيز التبريد. ويمكن تتبع دورة تبريد بسيطة كالموضحة في شكل 3 -1، بداية من خزان السائل Liquid receiver وهو عبارة عن وعاء يستعمل في تخزين سائل وسيط التبريد كاحتياطي في دورة التبريد، ويركب بعد المكثف مباشرةً.

دورة التبريد – A: الخارج، دافئ، B: بارد (داخل الثلاجة)، I: عازل حراري, 1: مكثف, 2: صمام تمدد السائل الوسيط, 3: مبخر، فيه يتبخر الوسيط، 4: ضاغط.

- يجب أن يكون حجم خزان السائل كبيرًا لاستيعاب كل كمية الوسيط في حالة سائلة. ويكون وسيط التبريد ذا ضغطٍ عالٍ، حيث يمر بعد ذلك على صمام الخلخلة (2) للتحكم في انسياب وسيط التبريد إلى المبخر المنخفض الضغط.
- وفي المبخر (3) يتمدد السائل الوسيط حيث الضغط منخفض فتهبط درجة حرارته، ويمتص حرارة من الحيز المراد تبريده.
- ثم يمر البخار بعد ذلك إلى الضاغط (4) عن طريق صمام السحب، والضاغط المستخدم هنا هو الضاغط التردديّ ذو الكباس، وهو أكثر أنواع الضواغط شيوعًا حيث تعمل هذه الضواغط في دورة ثنائية الأشواط.
- يمر البخار المضغوط إلى المكثف (1) حيث يعمل الضغط على رفع درجة حرارته، فيفقد جزءا منها ويعطيها إلى الجو الخارجي. فيتكثف البخار إلى سائل ويذهب إلى صمام الخلخلة (2). بذلك اكتملت الدورة.

والآن سوف نبدأ في التحدث عن عناصر دائرة التبريد بتفصيل أكبر:
- الضاغط:

وظيفة الضاغط (4) في دورة الضغط المرتفع هي رفع ضغط بخار وسيط التبريد الجاف، فترتفع درجة حرارته ونقله للمكثف. في المكثف يفقد بخار الوسيط حرارته العالية ويعطيها إلى الجو الخارجي، في نفس الوقت يتكثف بسبب فقدانه حرارة التبخر. يكتسب الجو الخارجي حرارة من المكثف.
تصميمات مختلفة وعمومًا تنقسم الضواغط إلى:
```
(أ) ضواغط ترددية
(ب) ضواغط دورانية
(ج) ضواغط طاردة مركزية
(د) ضواغط حلزونية.
```

- المكثف الحراري:

وظيفة المكثف (1) في دورة انضغاط البخار هي استقبال بخار وسيط التبريد الساخن العالي الضغط والقادم من الضاغط وتخليصه من الحرارة الزائدة فيه وأعطاءها إلى الجو الخارجي. تلك الحرارة الزائدة هي حرارة التبخر.
وإذا كان الوسط المحيط هو الهواء سمّي المكثف بالمكثف المبرد بالهواء وإذا كان الوسط المحيط ماء سمّي المكثف بالمكثف المبرد بالماء (مائي).
- صمام التحكم (التمدد):

الغرض من صمام التحكم (2) هو التحكم في سريان وسيط التبريد من جانب المكثف ذو الضغط العالي في الدورة إلى المبخر ذي الضاغط المنخفض. ففي هذا الصمام يتم خفض ضغط سائل التبريد القادم من المكثف وتبعًا لذلك يقوم بخلخلة سائل التبريد فيتمدد ويذهب إلى المبخر.
- (عند صمام الخلخلة لا يحدث تغير في الإنثالبية (Enthalpy) ومعنى ذلك أن كمية الحرارة الموجودة في السائل قبل دخولها صمام التحكم تساوي كمية الحرارة بعد خروجها من الصمام. ولكن سائل التبريد يكون قد أصبح في ضغط منخفض ودرجة حرارة منخفضة بسبب التمدد، وهذه الدرجة هي درجة حرارة التشبع للبخار عند هذا الضغط.)

ويتحقق خفض الضغط في صمام الخلخلة باستخدام فوهة ذات سريان متغير، إما من درجة التحكم أو تكون ذات وضعين. ويمكن تقسيم صمامات التحكم للتبريد إلى:
عوامة جانب الضغط المنخفض
عوامة جانب الضغط العالي
الأنبوية الشعرية
صمام التمدد الاتوماتيكي
صمام التمدد الثرموستاتي.
- المبخر:

يستقب المبخر (3) وسيط التبريد ذي الضغط المنخفض ودرجة الحرارة المنخفضة، القادم من صمام التحكم والخلخلة. المبخر مصنوع في هيئة أنبوب معدني متعرج ليزيد ملامسة سطحه البارد بالجو داخل الحيز المراد تبريده. وعن طريق ذلك التلامس تتم عملية التبادل الحراري حيث يستمد وسيط التبريد حرارته الكامنة للتبخر من جو الحيز المراد تبريده أو الغرفة فيبرد الهواء في الغرفة.
وتنقسم المبخرات إلى نوعين رئيسيين هما:
- نظام هوائي
- نظام مائي.
- الأجزاء الإضافية في دورة التبريد:

وهناك أجزاء أخرى في دورة التبريد ضرورية لسلامة عمل هذه الأجزاء الرئيسية أو تمكينها من أداء عملها. وسوف نجد هذه الأجزاء في أيّ وحدة تبريد سواءً أكانت هذه الوحدة وحدة تبريد تجارية أو صناعية أو وحدة تبريد منزلية، وهذه الأجزاء الإضافية هي:
- المجمع: وهو جهاز أمان لمنع سائل وسيط التبريد من المرور إلى خط السحب ومنه إلى الضاغط، ويوجد في دائرة التبريد التي تستعمل الأنبوبة الشعرية.
- فاصل الزيت: ويوجد في وحدات التبريد التي تعمل في درجات حرارة منخفضة جدًا، كفريزرات التبريد العميق، حيث يوجد فاصل الزيت بين خط الطرد للضاغط والمكثف، والغرض الأساسي من فاصل الزيت هو تخلص بخار وسيط التبريد الساخن ذي الضغط العالي من الزيت الزائد والغير مرغوب فيه بالنسبة لأجزاء الدائرة الأخرى مثل المكثف والمبخر، حيث يتم فصل الزيت وإعادته إلى علبة مرفق الضاغط
عن طريق ماسورة (وسنشرح ذلك أيضًا بالتفصيل فيما بعد). وهناك عناصر أخرى مهمة أيضا لازمة لسلامة عمل الأجزاء الرئيسية وهي المبادل الحراريّ، والمجفف، وخزان السائل؛ وبالنسبة للدوائر الكهربائية فيوجد الثرموستات (Thermostat) وهو ضابط الحرارة وضابط الضغط العالي، وضابط الضغط المنخفض وغيرها من العناصر الهامة (راجع الرسوم البيانية لدورة ذات انضغاط البخار).

## دورة التبريد والديناميكا الحرارية
إذا اعتبر تصرف وسيط التبريد خلال دورة التبريد بكمية 500 جرام وبصرف النظر عن حالته سواء كان سائلًا أم بخارًا وكذلك بفرض أن وسيط التبريد نقيّ تمامًا، بإهمال تأثير زيوت التزييت والعناصر الأخرى، ففي شكل (3 - 2) يتضح أن أيّ دورة تبريد تتركب أساسًا من أربع عمليات هي:
- عملية ضغط لوسط التبريد في  الضاغط حيث يدفع بخار وسيط التبريد من نقطة (3) إلى نقطة (1). وتكون هذه العملية عملية متساوية الإنتروبية.
- والعملية الثانية تحدث في المكثف تحت ضغط ثابت، فينتزع الهواء الخارجي الحرارةَ الزائدة Super heat ثم الحرارة الكامنة من وسيط التبريد، وتتم هذه العملية من في النقطة (1).
- العملية الثالثة تتم خلال صمام التحكم تحت كمية حرارة ثابتة (تحت عملية متساوية الإنثالبي) وفيها ينخفض الضغط ودرجة الحرارة ولكن تظل كمية الحرارة ثابتة. وتتمثل هذه العملية من نقطة (1) إلى نقطة (3).
- وأخيرًا العملية الرابعة التي تحدث في المبخر  تحت ضغط ثابت، وفيها يمتص المبخر الحرارة من الحيز المراد تبريده. فيه يتحول سائل التبريد إلى بخار مع ثبات الضغط وتنخفض درجة حرارته. وتتم هذه العملية في النقطة (3).